# Antoine Frerejean
Pour les articles homonymes, voir Frerejean.
Antoine Frerejean  (né en 1736 et mort le 22 mai 1789) est un maître de forges français. Maître chaudronnier, il fit fortune en fournissant du cuivre à la Marine française. Défricheur de voies nouvelles, il construisit le premier bateau à vapeur fonctionnel de l'histoire (le Pyroscaphe).

## Biographie
- 1736 : naissance à Pont-de-Vaux, fils de Jean-Marie Frerejean, maître chaudronnier dont la forge est située place Maubert (aujourd'hui place Joubert) surplombant la Reyssouze
- 1747-1752 : études au collège royal de Pont-de-Vaux
- 1752-1758 : apprentissage des métiers du cuivre : à Pont-de-Vaux, à la forge paternelle, puis à Lyon chez Courtois, maître chaudronnier, dont la forge spécialisée dans le travail du cuivre est située sur les quais de Saône à proximité des Terreaux
- 1758-1773 : épouse Benoîte Berger, belle-fille de maître Courtois dont il reprend l'ensemble des ateliers lyonnais à l'âge de vingt-deux ans
  - pendant quinze ans Antoine Frerejean sillonna l'Angleterre, le Saint Empire et la Hongrie et devint l'un des premiers négociants de cuivre d'Europe
  - dans les années 1770, AF consacre une partie importante de la production de sa forge de Lyon à la passementerie de cuivre qui connaît alors un très fort développement
- 1774 : AF acquiert à Pont-Évêque à proximité de Vienne (dans le Dauphiné) une ancienne forge à cuivre qui devint par sa situation exceptionnelle (charbon de Saint-Étienne, réseau de canaux et de rivières), un des fleurons pendant cent ans de l'empire industriel des Frerejean
- 1778-1781 : AF reçut à l'occasion de la guerre d'indépendance des États-Unis la commande royale de doubler la coque de 25 navires de guerre de plaques de cuivre pour éviter le pourrissement des coques en bois dans les mers chaudes des Antilles ; le doublage de chaque coque rapportait en moyenne trente mille livres aux forges Frerejean.
- 1781-1783 : AF fit réaliser dans ses ateliers de Vaise à Lyon le premier bateau à vapeur de l'histoire sur les plans de Jouffroy d'Abbans ; le 15 juillet 1783 le Pyroscaphe remonta la Saône de Vaise à l'île Barbe sous les applaudissements de plusieurs milliers de Lyonnais
- 22 mai 1789 : il meurt dans son domaine de Crécy à Saint-Cyr-au-Mont-d'Or, laissant ses forges à ses deux fils Georges et Louis qui se révélèrent de grands métallurgistes.